# Microcaecilia unicolor
Espèce
Synonymes
- Rhinatrema unicolor Duméril, 1863

Statut de conservation UICN

 LC  : Préoccupation mineure
Microcaecilia unicolor est une espèce de gymnophiones de la famille des Siphonopidae.

## Répartition
Cette espèce se rencontre jusqu'à 500 m d'altitude dans la moitié Nord de la Guyane, y compris dans les îlets Le Père et La Mère dans les îlets de Rémire et au Suriname.

## Publication originale
- Duméril, 1863 : Catalogue méthodique de la collection des batraciens du Muséum d'Histoire Naturelle de Paris. Mémoires de la Société Impériale des Sciences Naturelles de Cherbourg, vol. 9, p. 295-321.